# كيندلبروك
كيندلبروك (بالألمانية: Kindelbrück) هي بلدة ألمانية تقع في ألمانيا في تورينغن.[بحاجة لمصدر] يقدر عدد سكانها بـ 1,877 نسمة .